# Nerax velox
Nerax velox là một loài ruồi trong họ Asilidae. Nerax velox được Wiedemann miêu tả năm 1828. Loài này phân bố ở vùng Tân nhiệt đới.